# Билык, Иван Игнатьевич
Иван Игнатьевич Билык (17.04.1917, Запорожская область — 27.08.1969) — советский военнослужащий, участник Великой Отечественной войны, полный кавалер ордена Славы, стрелок стрелковой роты 83-го гвардейского стрелкового полка гвардии рядовой.

## Биография
Родился 17 апреля 1917 года в селе Водяное Каменско-Днепровского района Запорожской области. Украинец. Работал в колхозе.
В Красной Армии с 1944 года. На фронте с марта того же года. Воевал в пехоте, стрелком в составе 83-го гвардейского стрелкового полка 27-я гвардейская стрелковая дивизия.
15 сентября 1944 года в бою на подступах к населенному пункту Пясечно гвардии рядовой Билык с группой бойцов обеспечил доставку боеприпасов и оружия, проявил выдержку и храбрость. На его боевом счету до 10 противников.
Приказом от 25 сентября 1944 года гвардии рядовой Билык Иван Игнатьевич награждён орденом Славы 3-й степени.
15 января 1945 года в бою у села Ясенец гвардии рядовой Билык ворвался в траншею противника, гранатами и огнём из личного оружия подавил огневую точку врага и уничтожил 4 фашистов. В уличных боях за город Познань вывел из строя до 10 вражеских солдат иофицеров, подавил огонь дзота.
Приказом от 17 марта 1945 года гвардии рядовой Билык Иван Игнатьевич награждён орденом Славы 2-й степени.
В боях за город Берлин в апреле 1945 года автоматчик Билык, отбивая контратаки противника, поразил около 15 солдат и офицеров, сжег БТР, подавил противотанковое орудие.
Указом Президиума Верховного Совета СССР от 31 мая 1945 года за образцовое выполнение заданий командования в боях с немецко-вражескими захватчиками гвардии рядовой Билык Иван Игнатьевич награждён орденом Славы 1-й степени. Стал полным кавалером ордена Славы.
В 1946 году старшина Билык был демобилизован. Вернулся на родину. Работал чабаном в совхозе. Скончался 27 августа 1969 года.
Награждён орденами Славы 3-х степеней, медалями.